# 罗伯塔·比安科尼
罗伯塔·比安科尼（義大利語：Roberta Bianconi，1989年7月8日—），意大利女子水球运动员。她曾代表意大利国家队参加2012年和2016年夏季奥林匹克运动会水球比赛，其中2016年奥运会收获一枚银牌。